# Зебниц
Зебниц (на немски: Sebnitz) е град в Германия, разположен в окръг Саксонска Швейцария - Източен Ерцгебирге, провинция Саксония. Към 31 декември 2011 година населението на града е 10 375 души.